# William Bourchier (1er comte d'Eu)
William Bourchier, 1er comte d'Eu (2 mars 1375 - 28 mai 1420), est un chevalier anglais créé par le roi Henri V, comme comte d'Eu, en Normandie.

## Origines
Il est né le 2 mars 1375, fils de William Bourchier (décédé en 1375; fils cadet de Robert Bourchier, 1er baron Bourchier (décédé en 1349), de Halstead, Essex, Lord Chancelier) et de son épouse Eleanor de Louvain (27 mars 1345 - 5 octobre 1397), fille et héritière de John de Louvain (décédé en 1347), baron féodal de Little Easton dans l'Essex.
Eleanor descend de Godfrey de Louvain (décédé en 1226), baron féodal de Little Easton fils de Godefroid III de Louvain (1142-1190), par son deuxième mariage, et demi-frère d'Henri Ier, duc du Brabant (1165-1235). Ses terres venues à Louvain de sa mère comprennent les manoirs du Suffolk de Bildeston, Hopton, Shelland et "Lovaynes" à Drinkstone, et (dans l'Essex), Little Easton, Broxted et Aythorpe Roding.

## Carrière
Il combat à la bataille d'Azincourt en 1415. En 1417, il fait partie de la suite du roi Henri V lors de sa deuxième expédition en France et joue un rôle important dans la prise de la Normandie. En 1419, il est nommé capitaine de Dieppe et obtient le pouvoir de recevoir la soumission de la ville et du comté d'Eu. Le comte français d'Eu a refusé de rendre hommage au roi conquérant anglais et est donc retenu prisonnier en Angleterre depuis Azincourt.
En juin 1419, le roi Henri V attribue six comtés français capturés à certains de ses partisans anglais les plus importants, et le comté d'Eu est accordé à William Bourchier, faisant ainsi de lui le premier comte d'Eu.

## Mariage et enfants

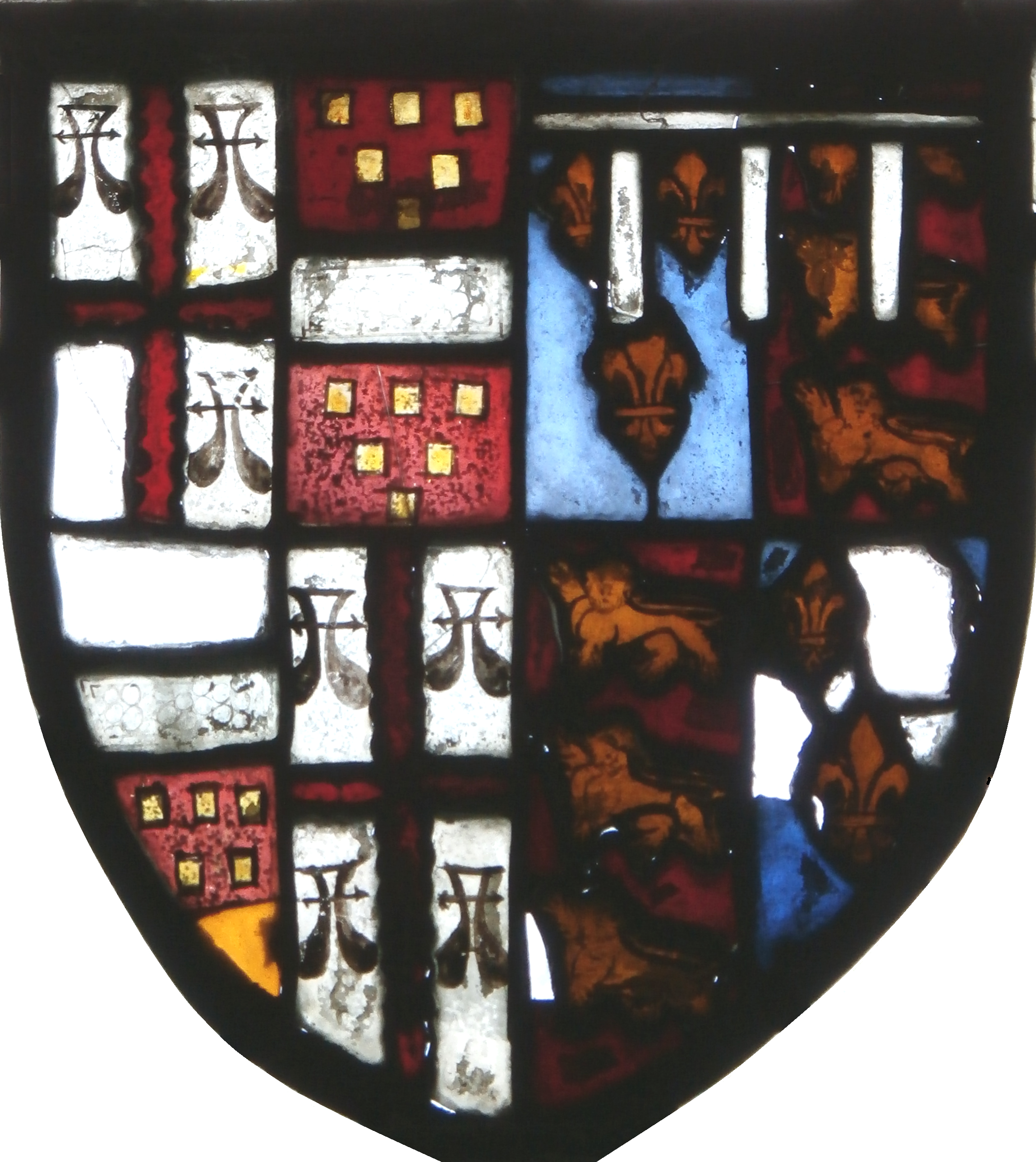
Armes de William Bourchier, 1er comte d'Eu (1374-1420)

Il épouse Anne de Gloucester, comtesse de Stafford, fille du prince Plantagenêt, Thomas de Woodstock, 1er duc de Gloucester (1355-1397) (fils cadet du roi Édouard III) et de son épouse Éléonore de Bohun, fille aînée et cohéritière d'Humphrey de Bohun, 7e comte de Hereford (1341-1373), comte d'Essex et de Northampton. Ils ont les enfants suivants:
- Henry Bourchier, 1er comte d'Essex (1404 - avril 1483), fils aîné
- William Bourchier, (25 octobre 1415-1474), jure uxoris 9e baron FitzWarin.
- John Bourchier, 1er baron Berners (vers 1416 - mai 1474)
- Thomas Bourchier, (vers 1418 - mars 1486), archevêque de Cantorbéry et cardinal
- Eleanor Bourchier, (vers 1417 - novembre 1474), épouse de John de Mowbray, 3e duc de Norfolk

Il meurt à Troyes, en France, le 28 mai 1420 et est enterré au prieuré de Llanthony Secunda, Gloucester.

## Sources
- Woodger, LS, biographie de Sir William Bourchier, publiée dans The History of Parliament : House of Commons 1386-1421, éd. JS Roskell, L. Clark, C. Rawcliffe, 1993